# PG 1159-035
PG 1159-035 (auch GW Virginis) ist ein Weißer Zwerg (pre-white dwarf) in einer Entfernung von knapp 2000 Lichtjahren. Er ist der Prototyp der sogenannten PG1159-Sterne sowie auch aufgrund seiner Pulsationen der Prototyp der GW-Virginis-Sterne, einer Untergruppe der ZZ-Ceti-Sterne.
Sterne wie PG 1159-035 stehen am Übergang eines Sterns vom Riesenstern zum Weißen Zwerg (Post-AGB-Stern). In dieser Phase haben die Sterne eine extreme Oberflächentemperatur und leuchten daher trotz ihres geringen Sternradius noch extrem hell im Vergleich zur Sonne.